# The Boomtown Rats
The Boomtown Rats je irská hudební skupina založená v roce 1975 v Dublinu. Jejím frontmanem byl Bob Geldof. Skupina měla několik hitů na nejvyšších příčkách britské hitparády, například „Rat Trap“ a „I Don't Like Mondays“. Rozpadla se v roce 1986, po vydání šesti studiových alb a devatenácti singlů. Obnovena byla v roce 2013.

## Studiová alba
- The Boomtown Rats (1977)
- A Tonic for the Troops (1978)
- Fine Art of Surfacing (1979)
- Mondo Bongo (1981)
- V Deep (1982)
- In the Long Grass (1984)
- Citizens of Boomtown (2020)